# 穆和倫
穆和倫（17世纪—1718年），喜塔腊氏，满洲镶蓝旗人，清朝政治人物、清朝禮部尚書。
穆和伦初为兵部笔帖式。历任内阁学士，工部侍郎、吏部侍郎、左都御史。康熙四十八年四月甲辰，接替富寧安，擔任清朝禮部尚書，次年改戶部尚書。由貝和諾接任。奉命察赈于山东，往按两江总督噶礼与江苏巡抚张伯行互劾一案，被清圣祖责为颠倒是非。康熙五十七年以老病请求休致，不久去世。

## 脚注
1. ↑  《清史稿·卷267》

## 延伸阅读
[在维基数据编辑]
 《清史稿·卷267》，出自趙爾巽《清史稿》